# KLF6
KLF6 (англ. Kruppel like factor 6) – білок, який кодується однойменним геном, розташованим у людей на короткому плечі 10-ї хромосоми. Довжина поліпептидного ланцюга білка становить 283 амінокислот, а молекулярна маса — 31 865.
| 10         |  | 20         |  | 30         |  | 40         |  | 50         |
| ---------- |  | ---------- |  | ---------- |  | ---------- |  | ---------- |
| MDVLPMCSIF |  | QELQIVHETG |  | YFSALPSLEE |  | YWQQTCLELE |  | RYLQSEPCYV |
| SASEIKFDSQ |  | EDLWTKIILA |  | REKKEESELK |  | ISSSPPEDTL |  | ISPSFCYNLE |
| TNSLNSDVSS |  | ESSDSSEELS |  | PTAKFTSDPI |  | GEVLVSSGKL |  | SSSVTSTPPS |
| SPELSREPSQ |  | LWGCVPGELP |  | SPGKVRSGTS |  | GKPGDKGNGD |  | ASPDGRRRVH |
| RCHFNGCRKV |  | YTKSSHLKAH |  | QRTHTGEKPY |  | RCSWEGCEWR |  | FARSDELTRH |
| FRKHTGAKPF |  | KCSHCDRCFS |  | RSDHLALHMK |  | RHL        |  |            |

A: Аланін

C: Цистеїн

D: Аспарагінова кислота

E: Глутамінова кислота

F: Фенілаланін

G: Гліцин

H: Гістидин

I: Ізолейцин

K: Лізин

L: Лейцин

M: Метіонін

N: Аспарагін

P: Пролін

Q: Глутамін

R: Аргінін

S: Серин

T: Треонін

V: Валін

W: Триптофан

Кодований геном білок за функцією належить до активаторів. 
Задіяний у таких біологічних процесах, як транскрипція, регуляція транскрипції, альтернативний сплайсинг. 
Білок має сайт для зв'язування з іонами металів, іоном цинку, ДНК. 
Локалізований у ядрі.